# Gruppo Magneti Marelli
Il Gruppo Magneti Marelli, la cui ragione sociale era Magneti Marelli S.p.A., è stata una holding italiana con sede a Corbetta, in provincia di Milano, che attraverso le sue controllate operava nella produzione e nella fornitura di componenti per automobili. 
Fondato nel 1919 a Milano come joint-venture tra l'azienda elettromeccanica Ercole Marelli e la casa automobilistica FIAT, fu una delle maggiori industrie metalmeccaniche nazionali. Passò interamente sotto il controllo del Gruppo torinese nel 1967, ed ha operato anche nel settore elettronico civile e professionale dal 1929 al 1975.  L'azienda cessò di esistere nel 1994 a seguito della fusione per incorporazione nella Gilardini che portò alla costituzione della Magneti Marelli.

## Storia

### La fondazione e i primi anni di attività (1919-1924)
La Società Anonima Fabbrica Italiana Magneti Marelli fu costituita a Milano l'8 ottobre 1919, con un capitale di 7 milioni di lire equamente sottoscritto dalla Ercole Marelli & C. di Milano e dalla FIAT di Torino. Nell'organigramma della neocostituita azienda figurarono Ercole Marelli (1867-1922) e Giovanni Agnelli (1866-1945), rispettivamente presidente e vicepresidente. Nel 1922, Marelli morì improvvisamente, e nella carica di presidente società venne sostituito da Antonio Stefano Benni (1880-1945).
La nuova azienda, che inizialmente impiegava 200 operai nello stabilimento della Marelli di Sesto San Giovanni, iniziò a produrre principalmente magneti destinati ai motori a scoppio, automobilistici, motociclistici e aeronautici. Il Benni, assunta la sua guida come massimo dirigente, adottò una politica aziendale di impostazione taylorista e fordista, che negli anni seguenti si rivelerà vincente e contribuirà all'espansione della FIMM, e in questo processo venne affiancato dai fratelli Bruno Antonio (1891-1974) e Umberto Quintavalle (1887-1959), il primo genero del Marelli e amministratore delegato, il secondo direttore tecnico.

### L'espansione di FIMM e la Seconda guerra mondiale (1925-1945)

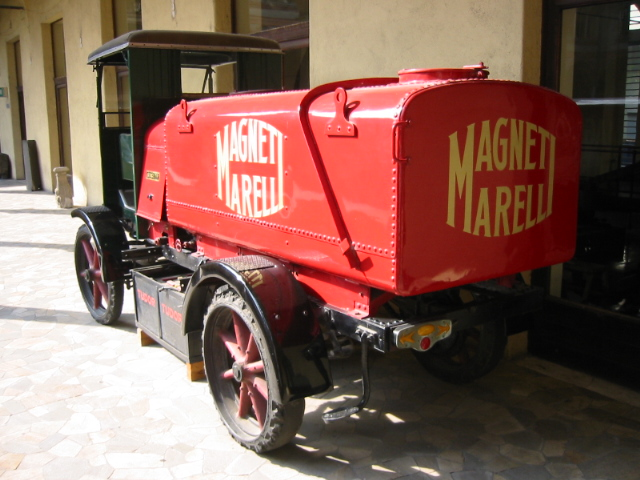
Vettura storica con componentistica Magneti Marelli, conservata al Museo nazionale della scienza e della tecnologia Leonardo da Vinci

Nel 1925, la produzione della FIMM superava di 25 volte quella iniziale, e veniva successivamente ampliata a equipaggiamenti elettrici per automobili, aeroplani e treni, ed equipaggiamenti militari. Alla produzione di magneti per motori fu affiancata quella di altri componenti, quali il Magluce (impianto di avviamento e di illuminazione elettrica delle motociclette), le candele per motori aeronautici, avvisatori elettrici, batterie e tergicristalli per auto. Quattro anni più tardi, nel 1929, fu aperto un secondo stabilimento a Sesto San Giovanni, lo stabilimento B, dove circa 150 lavoratori producevano batterie per accumulatori. Nello stesso anno, l'azienda avviò le attività nel settore della radiofonia, e perciò poco tempo dopo furono costituite la Radiomarelli per la costruzione e commercializzazione di apparecchi radiofonici (1930), e la Fivre per la produzione di valvole termoioniche (1932), quest'ultima con stabilimento a Pavia.
FIMM crebbe rapidamente per tutto il periodo compreso tra le due guerre mondiali, e ciò fu dovuto soprattutto alla presenza sui mercati esteri, infatti inizialmente erano state aperte sedi a Parigi, Londra e Bruxelles, poi il numero di queste aumentò poiché ne furono aperte altre in vari paesi, in Europa e America Latina in particolare. Nel corso degli anni trenta furono aperti altri impianti produttivi, lo stabilimento C a Sesto per le lavorazioni metallurgiche, e il D a Crescenzago, per la produzione di isolanti per candele e radio. La domanda di beni e prodotti subì una sensibile impennata sostenuta dallo sviluppo tecnico dell'azienda e favorita sia dai principi autarchici che ispiravano la politica economica del regime fascista e dalla chiusura delle frontiere, sia dal venir dichiarata fabbrica "ausiliaria" già dal 1935. In quest'ultimo anno, avviò una partnership commerciale con la tedesca Bosch con la creazione della joint venture MABO-Soc. An. per il Commercio dei Prodotti Magneti Marelli e Robert Bosch AG. L'espansione produttiva e commerciale dell'azienda milanese era favorita dalla modernità delle sue fabbriche, dotate di catene di montaggio meccanizzate, e dall'impiego delle moderne macchine utensili, che consentivano l'accelerazione dei tempi di produzione, una sostanziale riduzione del costo del lavoro e degli investimenti, ed il mantenimento delle scorte al minimo. Il numero complessivo di addetti era notevolmente aumentato, arrivando a contare circa 7.000 unità nel 1938.
Importanti successi dell'azienda milanese si registravano nell'ambito dell'elettronica civile, poiché nel 1936, su impulso del fisico Francesco Vecchiacchi, direttore del laboratorio radio della Magneti Marelli, l'azienda si cimentò nel campo televisivo avvalendosi della collaborazione della statunitense RCA e dell'ingegnere Vladimir Zvorykin: furono sviluppati e costruiti le prime telecamere a 441 linee e i televisori a scansione elettronica di produzione italiana su brevetti RCA - di cui Marelli divenne licenziataria - presentati al pubblico in più occasioni. Del gruppo di scienziati e ricercatori guidati da Vecchiacchi vi faceva parte Enrico Fermi. La controllata Radiomarelli si era affermata come la maggiore azienda italiana nella produzione e vendita di radio a valvole.
Nel 1939, con il profiliarsi dell'ingresso dell'Italia fascista nella Seconda guerra mondiale, la FIMM per timore di possibili bombardamenti decise di spostare una parte delle sue attività industriali della fabbrica di Sesto San Giovanni presso un capannone dismesso a Carpi, in provincia di Modena. Tuttavia però, nel periodo 1942-45, tutti gli stabilimenti FIMM furono distrutti dai bombardamenti effettuati dall'aviazione alleata.

### Il dopoguerra, l'acquisizione da parte di FIAT e la fusione in Gilardini (1946-1994)
La Seconda guerra mondiale, con i bombardamenti ai più importanti stabilimenti dell'azienda creò un periodo di crisi dalla quale la Magneti Marelli uscì abbastanza rapidamente. Nel 1947, l'azienda partecipò alla costituzione della Compagnia Generale Telemar, società che raggruppava gli armatori liberi italiani per l'esercizio delle trasmissioni radiotelegrafiche e radiotelefoniche in mare. L'anno seguente, nel 1948, venne quotata alla Borsa di Milano. Nello stesso periodo passò sotto il controllo della FIMM l'azienda elettromeccanica torinese Rabotti, produttrice di banchi prova e attrezzature per le officine.
Nella prima metà degli anni cinquanta, il Gruppo era già in piena fase di ripresa ed arrivò a contare circa 10.000 dipendenti sparsi su 17 stabilimenti. Le attività più rilevanti sul piano dell'innovazione tecnologica furono fatte nel settore elettronico, con la realizzazione di apparati per l'impiego delle microonde, di apparati per il collegamento radiotelefonico e televisivo forniti ad ASST, STIPEL e RAI, lo sviluppo di radar per l'aviazione, e lo sviluppo e l'installazione di ripetitori radiotelevisivi su tutto il territorio nazionale. Al 1958, Magneti Marelli aveva realizzato in Italia la più grande rete radiotelefonica (sia monocanale, sia pluricanale che a microonde a modulazione di frequenza) e televisiva in Europa, la cui dimensione complessiva era di circa 1,5 milioni di km per canale.
Nel 1956, il CERN di Ginevra affidò a Magneti Marelli la progettazione e la realizzazione delle unità acceleratrici del più grande protosincrotrone del mondo. Quattro anni più tardi, nel 1960, l'azienda milanese realizzò un ponte radio fra la sede del CNR di Roma e l'IFAC di Firenze con cui venne sperimentato il primo collegamento videotelefonico. In quello stesso anno fu rilevata la IMCA Radio di Alessandria, azienda produttrice di apparecchi radio-televisivi.
Nel 1967, FIAT rilevò le quote possedute dalla Ercole Marelli nell'azienda, assumendone il totale controllo. Il Gruppo torinese attuò un piano di ristrutturazione della FIMM che portò all'incorporazione di tutte le società controllate, ovvero FIVRE, Francesco Rabotti, IMCA Radio, INIEX, MABO, Rabotti Sud e Radiomarelli. Il Conte Quintavalle si dimise dalla carica di presidente e designò come suo sostituto il dottor Corrado Ciurli, che l'assemblea degli azionisti nominò presidente e amministratore delegato. Dopo coinquant'anni di attività, nel 1969, FIMM era divenuta il terzo produttore europeo di componentistica per veicoli e motori, ed era presente in 70 paesi nel mondo. Il fatturato era di 60 miliardi di lire, e contava 9.000 dipendenti in 13 stabilimenti, un'organizzazione commerciale articolata in 27 filiali e circa 10.000 punti vendita. Nello stesso anno, l'azienda milanese fondò in Turchia la sua prima consociata produttiva all'estero, la MAKO, in joint venture con la Koç di Istanbul, come socio di maggioranza. Per quanto concerne l'aspetto industriale, assieme alla FIAT sviluppò l'impianto di accensione Dinoplex, montato in serie sulle Fiat Dino e sulle Ferrari.
Nel 1973, Magneti Marelli procedette alla ristrutturazione dell'azienda in divisioni, con conseguente decentramento operativo. Si formarono quattro divisioni di produzione (Equipaggiamento, Batterie, FIVRE e Rabotti) e due commerciali (ricambi e assistenza ex MABO e Radiomarelli). Due anni più tardi, nel 1975, l'azienda milanese dismise il settore dell'elettronica di consumo, che fu fatto confluire con i marchi Radiomarelli e West nella SEIMART Elettronica (in seguito divenuta ELCIT), società creata assieme alla torinese SEIMART.
Nel 1978, FIMM creò la Compagnia Generale Accumulatori, attraverso la quale rilevò le attività della Fabbrica Accumulatori Riuniti, azienda milanese in concordato preventivo che produceva accumulatori, veicoli industriali, macchinari agricoli e batterie, negli stabilimenti di Melzo, in provincia di Milano, e di Casalnuovo di Napoli, che occupavano 1.300 addetti. L'anno seguente, nel 1979, vennero vendute 25 milioni di saving shares che fecero aumentare il capitale sociale da 36 a 51 miliardi di lire, ed in collaborazione con Fiat e Weber fu costituita la Marelli Autronica S.p.A., per lo studio e produzione di dispositivi di controllo elettronico dei sistemi di accensione e alimentazione. Nel corso degli anni ottanta il Magneti Marelli raggiunse dimensioni importanti, con 55 stabilimenti sparsi in nove paesi: nel 1985 fu cambiata la ragione sociale da FIMM a Magneti Marelli S.p.A., e agli inizi del 1988 acquisì il controllo della Carello. Entrarono a a far parte della società importanti e conosciuti marchi europei come Weber, Veglia Borletti, Siem, Solex e Jaeger.
Dal 1984 la sede era stata spostata a Cinisello Balsamo, ma fu nuovamente spostata otto anni più tardi, nel 1992, a Corbetta, sempre nel Milanese. Poco tempo, l'azienda milanese andò incontro ad una grave situazione di crisi, registrando cali di fatturato e degli utili, che indusse la FIAT a procedere alla sua fusione nella Gilardini, altra azienda del Gruppo e produttrice di componenti industriali: nel 1994, per effetto di quest'operazione con cui Magneti Marelli venne incorporata alla Gilardini, all'azienda torinese fu modificata la ragione sociale in Magneti Marelli. Nello stesso anno, il suo listino venne ritirato dalla borsa valori.

## Informazioni e dati
Magneti Marelli S.p.A., azienda con sede legale a Corbetta, in provincia di Milano, operava nella produzione e nella fornitura di componenti ed equipaggiamenti per autoveicoli, e faceva parte del Gruppo FIAT di cui rappresentava la divisione componenti veicolistici.
Nel 1992, l'azienda, con capitale sociale di lire 555,1 miliardi di lire, era partecipata per il 41,57% dal Gruppo FIAT, seguito da Prime Invest (13,39%), SICIND (8,83%), SOGESPAR (2,95%) e Toro Assicurazioni (1,02%). Dalla fine degli anni ottanta era strutturata come una holding, e controllava le seguenti società, che complessivamente impiegavano 21.348 dipendenti:
- Borletti Climatizzazione S.r.l.
- Carello S.p.A.
- Carello Lighting Plc
- Grupo Industrial Jaeger S.A.
- Industrie Magneti Marelli S.p.A.
- Jaeger Argentina S.A.
- Jaeger S.A.
- Magneti Marelli Components B.V.
- Magneti Marelli Electrical Ltd
- Magneti Marelli Iberica S.A.
- Magneti Marelli Rete S.p.A.
- Marelli Autronica S.p.A.
- Marelli Autronica S.A.
- Marwal Systems S.A.
- Solex S.A.
- UFIMA S.A.
- Veglia Borletti S.r.l.
- Weber S.r.l.
- Weber do Brasil Industria e Comercio Ltda
- Weber USA, Inc.[3][38]

Nel 1993, ultimo anno di attività prima della fusione per incorporazione nella Gilardini, FIMM realizzò un fatturato di 2.935 miliardi di lire ed una perdita d'esercizio di 157,4 miliardi. Le sue attività industriali erano articolate in 34 stabilimenti distribuiti in Europa (13 in Italia, 10 in Francia, 3 in Spagna, 2 in Gran Bretagna, 2 in Portogallo, 1 in Germania) e America Latina (Argentina, Brasile e Messico).